# Кукишево
Кукишево — деревня в Волоколамском районе Московской области России. Входит в состав сельского поселения Осташёвское. Население — 0 чел. (2010).

## География
Деревня Кукишево расположена на западе Московской области, в южной части Волоколамского района, примерно в 20 км к югу от города Волоколамска. В деревне 2 улицы — Отрадная и Сергея Захарова, зарегистрировано 3 садовых товарищества. Ближайшие населённые пункты — деревни Жуковка и Иваньково. Рядом находится Рузское водохранилище.

## Население
| 1852 | 1859 | 1926 | 2002 | 2006 | 2010 |
| ---- | ---- | ---- | ---- | ---- | ---- |
| 170  | →170 | ↗202 | ↘2   | ↘0   | →0   |

## Известные жители
В деревне Кукишево родился Сергей Иванович Захаров (1918—2007) — лётчик, Герой Советского Союза, участник советско-финской и Великой Отечественной войн, инженер-конструктор.

## История
В «Списке населённых мест» 1862 года Кукишево — владельческая деревня 2-го стана Можайского уезда Московской губернии по Волоколамскому тракту из города Можайска, в 36 верстах от уездного города, при реке Рузе, с 22 дворами и 170 жителями (82 мужчины, 88 женщин).
По данным 1890 года входила в состав Осташёвской волости Можайского уезда, число душ мужского пола составляло 84 человека.
В 1913 году — 38 дворов.
1917—1929 гг. — деревня Осташёвской волости Волоколамского уезда.
По материалам Всесоюзной переписи 1926 года — центр Кукишевского сельсовета Осташёвской волости Волоколамского уезда, проживало 202 жителя (73 мужчины, 129 женщин), насчитывалось 43 крестьянских хозяйства, имелась школа.
С 1929 года — населённый пункт в составе Волоколамского района Московского округа Московской области. Постановлением ЦИК и СНК от 23 июля 1930 года округа как административно-территориальные единицы были ликвидированы.
1929—1939 гг. — деревня Бражниковского сельсовета Волоколамского района.
1939—1954 гг. — деревня Бражниковского сельсовета Осташёвского района.
1954—1957 гг. — деревня Осташёвского сельсовета Осташёвского района.
1957—1963 гг. — деревня Осташёвского сельсовета Волоколамского района.
1963—1965 гг. — деревня Осташёвского сельсовета Волоколамского укрупнённого сельского района.
1965—1994 гг. — деревня Осташёвского сельсовета Волоколамского района.
В 1994 году Московской областной думой было утверждено положение о местном самоуправлении в Московской области, сельские советы как административно-территориальные единицы были преобразованы в сельские округа.
1994—2006 гг. — деревня Осташёвского сельского округа Волоколамского района.
С 2006 года — деревня сельского поселения Осташёвское Волоколамского муниципального района Московской области.